# 山のロープウェイ
「山のロープウェイ」（やまのロープウェイ）は、日本のフォークデュオのふきのとうが1983年11月21日に10枚目のアルバム『011』で発表した楽曲。

## 解説
札幌市にある藻岩山のロープウェイをモデルとして、かつて恋人とロープウエーに乗ったことを思い出す男性の心情を描いた楽曲。
2018年7月5日に『札幌もいわ山ロープウェイ』開業60周年を迎えるのを機に公式テーマソングに起用され、山麓のロープウェイ4階乗り場に歌碑が設置され、開業記念日の7月5日に披露された。

## 収録作品
- 発売日は、オリジナル盤に基づく。

| タイトル                          | 発売日         | 概要                                                                                         |
| --------------------------------- | -------------- | -------------------------------------------------------------------------------------------- |
| 011                               | 1983年11月21日 | オリジナルバージョンが収録されている。                                                       |
| ふきのとうライブ 日比谷野外音楽堂 | 1984年11月21日 | 日比谷野外音楽堂で行われたライブ音源。 未CD化作品。                                          |
| 緑輝く日々 日本武道館LIVE         | 1987年10月21日 | 1987年7月31日に日本武道館で行われたライブ『CONCERT TOUR '87 「緑輝く日々」』を収録した音源。 |
| ever last                         | 1992年3月25日  | 全曲弾き語りによるセルフカバーアルバム。                                                     |
| GOLDEN J-POP/THE BEST ふきのとう  | 1997年11月21日 | ベスト・アルバム。 オリジナルバージョンが収録されている。                                    |

## カバーしたアーティスト
- 爽（2018年） - トリビュート・アルバム『天衣無縫 〜A Tribute to YAMAKI YASUYO〜』に収録